# Foglizzo
Foglizzo is een gemeente in de Italiaanse provincie Turijn (regio Piëmont) en telt 2188 inwoners (31-12-2004). De oppervlakte bedraagt 15,7 km², de bevolkingsdichtheid is 139 inwoners per km².

## Demografie
Foglizzo telt ongeveer 930 huishoudens. Het aantal inwoners steeg in de periode 1991-2001 met 1,7% volgens cijfers uit de tienjaarlijkse volkstellingen van ISTAT.
| Jaar | Inwoneraantal |
| ---- | ------------- |
| 1991 | 2146          |
| 2001 | 2183          |

## Geografie
Foglizzo grenst aan de volgende gemeenten: San Giorgio Canavese, San Giusto Canavese, Caluso, Bosconero, San Benigno Canavese, Montanaro.

## Geboren
- Giuseppe Bertello (1942), geestelijke en aartsbisschop

1. ↑  https://demo.istat.it/?l=it.